# Giovanni Luigi Bonelli

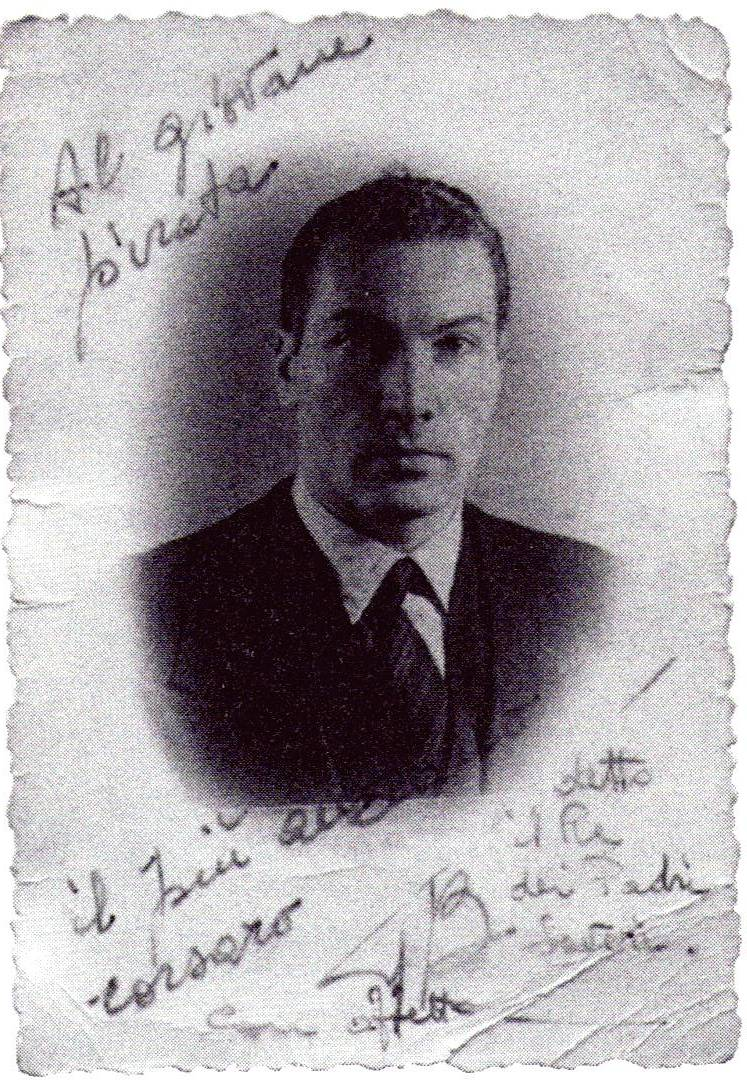
Giovanni Luigi Bonelli

Giovanni Luigi Bonelli (auch: Gian Luigi Bonelli oder Gianluigi Bonelli; * 22. Dezember 1908 in Mailand, Provinz Mailand; † 12. Januar 2001 in Alessandria, Provinz Alessandria) war ein italienischer Autor, Comicautor und Verleger.

## Leben und Werk
Bonelli veröffentlichte im Jahr 1926 erste Gedichte und Textbeiträge in italienischen Zeitschriften und im weiteren Verlauf der 1920er Jahre drei Romane. Während der 1930er Jahre wandte er sich den Comics zu und wurde einer der Herausgeber beim Verlagshaus Editrice Vecchi, für das er unter anderem die Serien Jumbo, Rin-Tin-Tin und Primarosa betreute. In dieser Zeit schrieb Bonelli auch seine ersten Comicszenarios, die unter anderem von Rino Albertarelli und Walter Molino zeichnerisch umgesetzt wurden. Im Jahr 1940 wurde er Herausgeber des Wochenmagazins L'Audace, das von Editrice Vecchi auf Mondadori übergangen war. In den Jahren 1946 und 1947 gab Bonelli La Perla Nera heraus. Zusammen mit dem Zeichner Aurelio Galleppini schuf er im Jahr 1948 den Western-Comic Tex Willer. Im Laufe seines Lebens schuf Bonelli zahlreiche Comic-Szenarios, wie beispielsweise Plutos, El Kid, Davy Crockett und Hondo, sein beruflicher Schwerpunkt lag aber auf der verlegerischen Tätigkeit.